# كوسان (تشناران)
كوسان (بالفارسية: کوسان) هي قرية تقع في قسم بيزكي الريفي (مقاطعة تشناران) في إيران. يقدر عدد سكانها بـ 0 نسمة بحسب إحصاء 2016.